# آدم برودي
أدام جاريد برودي (بالإنجليزية: Adam Jared Brody)‏ (مواليد 15 ديسمبر 1979) ممثل سينمائي وتلفزيوني أمريكي وأحيانا يعمل موسيقيا.

## وصلات خارجية
- آدم برودي على موقع IMDb (الإنجليزية)
- آدم برودي على موقع ميتاكريتيك (الإنجليزية)
- آدم برودي على موقع روتن توميتوز (الإنجليزية)
- آدم برودي على موقع ألو سيني (الفرنسية)
- آدم برودي على موقع تيرنر كلاسيك موفيز (الإنجليزية)
- آدم برودي على موقع أول موفي (الإنجليزية)
- آدم برودي على موقع بوكس أوفيس موجو (الإنجليزية)
- آدم برودي على موقع قاعدة بيانات الأفلام السويدية (السويدية)
- آدم برودي على موقع إن إن دي بي (الإنجليزية)
- آدم برودي على موقع قاعدة بيانات الفيلم (الإنجليزية)